# Arrondissement Dillenburg
Der Arrondissement Dillenburg (Bezirk Dillenburg) war eine Verwaltungseinheit unter Napoleon Bonaparte, der nach einem Dekret vom 14. November 1808 mit dem Arrondissement Siegen das Département Sieg im Großherzogtum Berg bildete. Das Arrondissement war im Wesentlichen aus den besetzten Stammland des Hauses Oranien-Nassau hervorgegangen, nachdem diese nicht dem Rheinbund beigetreten waren. 
Das Arrondissement Dillenburg wurde in sieben Cantone gegliedert:
1. Canton Dillenburg mit den Mairien: Dillenburg, Eibach, Haiger und Ebersbach
2. Canton Herborn mit den Mairien: Herborn, Hörbach, Bicken und Eisemroth
3. Canton Driedorf mit den Mairien: Driedorf, Mengerskirchen und Elsoff
4. Canton Rennerod mit den Mairien: Rennerod, Marienberg, Höhn und Emmerichenhain
5. Canton Hadamar mit den Mairien: Hadamar, Offheim, Zeuzheim, Lahr und Frickhofen
6. Canton Westerburg mit den Mairien: Westerburg und Gemünden
7. Canton Runkel mit den Mairien: Schupbach und Schadeck.

Bei einer Verwaltungsreform am 17. November 1811 wurde die Zahl der Kantone reduziert. Runkel wurde zu Hadamar und Westerburg zu Renneroth geschlagen.
Nach der Niederlage Napoleon Bonapartes in der Völkerschlacht bei Leipzig wurde die oranisch-nassauische Landeshoheit 1813 wiederhergestellt und die alte Amtseinteilung wieder eingeführt. Das Haus Oranien-Nassau tauschte seinen Besitz im Westerwald jedoch schon auf dem Wiener Kongress 1815 mit dem Königreich Preußen gegen Luxemburg. Das Königreich Preußen übergab noch am selben Tag das Gebiet an das Herzogtum Nassau. 

## Unterpräfekten
- Heinrich von Borcke (1808)